# Слънчева енергия
Слънчевата енергия е излъчваната светлина и топлина от Слънцето. Тя е възобновяем източник на енергия и е екологично чиста, т.е. не произвежда вредни отпадъци по време на активната фаза на експлоатация. Добива се чрез все още развиващи се технологии, които са категоризирани като пасивни или активни.

## Същност
За една година Земята получава от Слънцето около 1,96.1021 килокалории лъчиста енергия, която е към 10 пъти повече от всички нейни енергийни запаси взети заедно. Почти същото количество енергия се излъчва от Земята обратно в космоса – затова температурата ѝ не се отклонява от тази, необходима за съществуване на живота в този вид, в който го познаваме (част от енергията, която Земята излъчва в космоса се получава от ядрения разпад).
Слънцето не е просто източник на енергия – то е източник на нискоентропийна енергия. То излъчва фотони с енергия, която е по-висока от енергията на фотоните, които Земята излъчва в космоса (фотоните с по-висока енергия имат по-ниска ентропия). Животът на планетата е възможен благодарение на ниската ентропия, която ни осигурява Слънцето.

## Ефективност на производството на електроенергия от слънчева енергия
Използването на слънцето за енергийни цели е познато от древността. То е най-големият напълно възобновяем ресурс за производство на електроенергия, не само на Земята, но и на всички планети и спътници в слънчевата система. Не е тайна, че всички космически кораби и извънземни станции, изпратени от Земята, ползват за основен енергиен източник слънчева енергия. Именно благодарение на това, фотоволтаичните системи имат много висока степен на технологичност и са с много дълъг икономически живот – до 30 години. Те не бяха използвани масово в енергетиката през миналия век. Но в края му и в началото на 21 век, те все по-широко навлизат в гражданските сфери. Това е свързано с два известни факта: Първо – дефицитността на конвенционалните енергогорива и второ, но не по-малко важно – напълно природосъобразното производство на електричество.
Мащабното ползване на слънчевата енергия за производство на електричество означава оборудването на големи площи със съоръжения за „улавяне“ на слънчевите лъчи в регионите, където излъчването на нашия основен светлинен и топлинен източник е най-силно и където блестящите синкави ареали биха пречили най-малко на населението. Получената по този начин електрическа енергия би могла да служи за разделяне на водата на водород и кислород, като полученият водород бъде транспортиран с кораби или магистрални тръбопроводи до потребителите. Специалистите предполагат, че това ще бъде осъществено до 2050 г. В Исландия се изпитват възможностите за оползотворяване на водорода, макар и на основата на топлината, отделяна от земята, и на водната сила. Предстои да бъде извършена още много изследователска работа. Слънчевата батерия трябва да стане по-ефективна, по-надеждна и преди всичко да функционира по-икономично. При това в бъдеще размерът на елементарните частици ще играе решаваща роля. Благодарение на най-новите покрития с полупроводникови наночастици, чиято големина е само една милионна част от милиметъра, може да се очаква икономия на разходи в размер на 80% в сравнение с използваните днес силициеви технологии за производството на слънчеви батерии. Разработена е нова концепция за чувствителни на цветове нанокристални полупроводникови покрития, която е довела до увеличаване на КПД (коефициент на полезно действие) дори при слабо дифузно осветление – решение, което е идеално за региони с оскъдно слънце. Налагането на фотоволтаичните модули като масов продукт вече е факт. Но цената им все още не е достатъчно конкурентна. Разработването и усъвършенстването продължава да е труден процес и много от първоначалните очаквания не са изпълнени. Независимо от казаното, през последните 20 години цената на съоръженията със слънчеви батерии е паднала с близо 60%.

## Разходи за производство на слънчева електроенергия
През последните години се наблюдава значителен технологичен напредък и спад в цените на слънчевите панели.

## Видове технологии
Има много технологии за използване на слънчевата енергия. Те се прилагат в жилищния, търговския, индустриалния, земеделския и транспортни сектори. Слънчевата енергия може да се използва за производство на храна, топлина, светлина и електричество. Гъвкавостта на слънчевата енергия се проявява в множеството технологии за използването ѝ.

### Земеделие и градинарство
Фотосинтезата е изключително важно фотохимично взаимодействие. По-голяма част от живота на Земята зависи от способността на растенията да фотосинтезират светлина. Въпреки че лесно може да бъде пренебрегнато, ефективното използване на слънчевата енергия е основополагащ принцип в земеделието. Този принцип е особено важен в периоди на недостиг както се наблюдава по време на Малката ледникова епоха когато средновековните европейски фермери използвали сложни техники за ориентиране на посевите и термична маса, за да преобразуват възможно повече слънчева светлина в храна. С напредъка на земеделието продължава да се оптимизира наличието на светлина чрез различни методи като времето за засаждане, ориентацията на редовете, наличието на бразди между редовете, гъстотата на засяване и много други.
Човешките общества са използвали растителен материал, особено дървесен, за гориво от векове насам. Днес биомасата се счита за форма на възобновяема енергия, а не като слънчева енергия, защото производството ѝ е индиректно. Изкопаемите горива също първоначално са създадени от използваната от растенията слънчева енергия. Използването на изкопаеми горива не се смята за възобновяема енергия.
Парниците внимателно контролират използването на слънчева топлина и светлина за отглеждане на специални насаждения. Примитивните парници са използвани първоначално в римско време за отглеждане на краставици за император Тиберий. През 16 век е построен първият модерен парник в Италия за опазване на тропически растения, с които се завръщали пътешествениците. Парниците все още са важна част от модерното градинарство. Най-големият парников комплекс в света е в Уилкокс, Аризона, където се отглеждат 106 хектара домати и краставици.

### Архитектура и градоустройство
Слънчевият дизайн може да осигури светлина, комфортни температури и подобрено качество на въздуха чрез ориентация на сградата, пропорции, поставяне на прозорци и материални компоненти, съобразени с местния климат и околна среда. Както климатът е различен в различните региони, така и характеристиките на сградите със слънчев дизайн ще са различни. По думите на римския архитект от първи век Витрувий:
| “ | Трябва да започнем като вземем под внимание страните и климата, в които ще се строят домовете ако искаме да ги конструираме правилно. Един тип къща е подходяща за Египет, друга за Испания… друга за Рим и така нататък в зависимост от различните характеристики на страните. Това е така защото една част от Земята е точно под пътя на слънцето, друга е далеч от него, а трета се намира между първите две…. Очевидно е, че дизайнът на домовете трябва да отговаря на различията в климата. | ” |

Градските топлинни острови (UHI) са урбанизирани части, в които температурата е по-висока от съседните територии. Тези по-високи температури се дължат на използваните материали като асфалт и бетон, които имат по-ниско албедо и по-голям топлинен капацитет от естествената околна среда. Директен метод за противодействие на UHI ефекта е да се боядисват сградите и улиците в бяло или ярки и наситени цветове (жълто, оранжево) и да се садят дървета. Хипотетична програма за „прохладни общности“ в Лос Анджелис прогнозира, че градските температури могат да се намалят с около 3 °C след засаждане на десет милиона дървета, подмяна на покривите на пет милиона жилища и боядисване на една четвърт от пътищата. Приблизителната стойност на такава програма е около 1 милиард долара, а средногодишната полза е оценена на $170 милиона в резултат на намалените разходи за климатици. Допълнително могат да бъдат спестени 360 милиона долара годишно медицински разходи в резултат на намаления смог.

### Слънчево осветление
Историята на осветлението е доминирана от използването на естествена светлина. Римляните признавали правото на светлина още от времето на Corpus Iuris Civilis, а английското законодателство въвело това право в Закона за неписаните правила от 1832. Чак през двадесети век изкуственото осветление става основен източник на светлина в сградите. Нефтената криза от 1973 и енергийната криза от 1979 обръщат внимание на мерки за пестене на енергия и използването на естествена светлина, но интересът намалява след възстановяване на енергийните доставки. Около 22 процента (8.6 EJ) от електричеството, използвано в САЩ, е за осветление. Когато се прилагат подходящите техники за слънчева светлина, естествената светлина може да е достатъчна за по-голяма част от деня.
Системите за осветление с естествена светлина заменят изкуственото осветление и по този начин директно пестят енергия, а пестят енергия и индиректно, като намаляват потреблението за охлаждане. Въпреки че е трудно да се измери, използването на естествено осветление има и физиологични и психични ползи в сравнение с изкуственото осветление. Дизайнерът на естествено осветление подбира внимателно вида на прозорците, размера и ориентацията им и може да предвиди и външни сенници. Тези проекти могат да се включат във вече съществуващи сгради, но са най-ефективни ако се интегрират в пасивни слънчеви сгради. Архитектурата все повече признава естествената светлина като ключов елемент от устойчивия дизайн.
Хибридното слънчево осветление (HSL) е активен метод за използване на слънчева светлина за осветление. Системите за хибридно слънчево осветление събират светлина чрез насочени огледала, които я отвеждат чрез оптичен кабел до вътрешността на сградата. В едноетажни сгради тези системи могат да пренесат 50 процента от директната слънчева светлина.
Лятното и зимно часово време използват слънчевата енергия като напасват съществуващата слънчева светлина с времето през деня, когато е най-необходима. Смяната на часовото време премества използването на електричество от вечерта към сутринта и по този начин намалява енергийните пикове вечер. В Калифорния през зимата този метод намалява с 3 процента пиковото електопотребление и спестява 3400 MWh..

### Слънчеви топлинни приложения
Слънчевите топлинни приложения съставляват най-широко използваната категория на слънчеви технологии. Тези технологии използват слънцето за затопляне на вода и отопление, вентилация, готвене, дестилиране и дезинфекция на вода и мн. други.

#### Затопляне на вода
Слънчевите системи за топла вода използват слънчева светлина за затопляне на вода. Комерсиалните системи за вода се появяват в САЩ през 1890-те години. Употребата им нараства до 1920-те, но постепенно се заменят от сравнително евтини и по-надеждни системи на горива. Икономическото предимство на конвенционалните топлинни горива се променя през времето, в резултат на което периодично нараства интересът към слънчевата топла вода. Покачването на цените и непредсказуемостта на доставките на горива подновяват интереса от слънчеви топлинни технологии през последните години. Около 14 процента (15 EJ) от общото количество на използваната енергия в САЩ е за затопляне на вода. В много климатични зони слънчевите системи за топла вода могат да доставят от 50 до 75 процента от потребностите от топла вода в бита.
През 2006 г., общите инсталирани мощности на слънчеви системи за топла вода са 104 GWh и растежът е 15 – 20 процента годишно. Китай е най-големият производител на слънчеви системи за топла вода с 80% от пазара. Израел е водещ в използването на слънчеви системи за топла вода на глава от населението, като 90% от домовете използват тази технология. В САЩ затоплянето на плувни басейни е най-успешното приложение на слънчевата топла вода.
Технологиите за затопляне на вода от слънцето имат висока ефективност в сравнение с други слънчеви технологии. Ефективността зависи от избора на място и разположението, но плоските и тръбни колектори се очаква да имат ефективност над 60 процента при нормални условия на опериране. Затоплянето на вода от слънцето е особено подходящо за приложения при по-ниски температури (25 – 70 °C) като плувни басейни, битова гореща вода и отопление на сгради.

#### Отопление, охлаждане и проветряване
Системите за отопление, охлаждане и проветряване на сгради са тясно свързани. Всички те целят постигане на температурен комфорт, добро качество на въздуха в сградите и рационални разходи за инсталиране, опериране и поддръжка. Конвенционалните такива системи са отговорни за 40 процента от енергията, използване в САЩ и Европейския съюз. Много слънчеви технологии за отопление, охлаждане и проветряване могат да се използват за намаляване на този разход на енергия.